# کوریا هوستیلیا

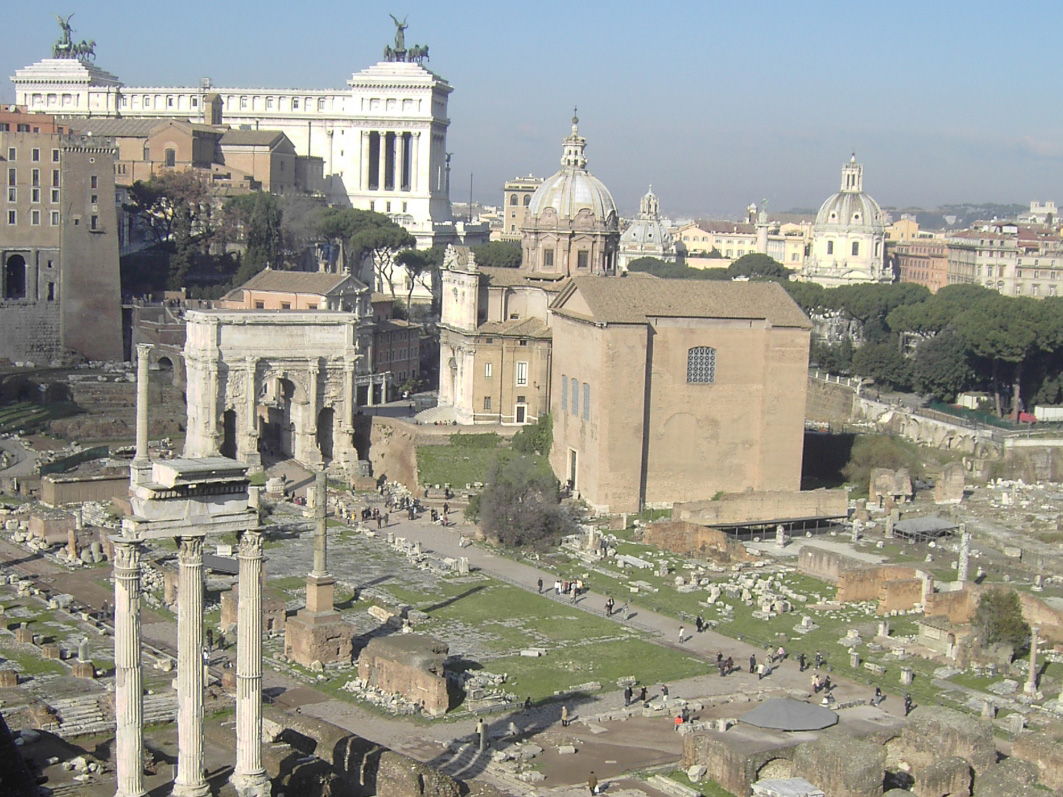
کوریا هوستیلیا

کوریا هوستیلیا (به لاتین: Curia Hostilia) کهن‌ترین محل برگزاری جلسات سنای روم (واقع در کومیتیوم در فروم رم) بود که به‌دست تولوس هوستیلیوس، سومین پادشاه روم، ساخته شد. کوریا در زبان لاتین به‌معنای «ساختمان سنا» است.
تیتوس لیویوس در کتاب از پیدایش روم می‌گوید که لوکیوس تارکوئینیوس متکبر، آخرین شاه روم، سلف خویش، سرویوس تولیوس، را از ناحیهٔ کمر گرفت و به‌بیرون این ساختمان برد و از پله‌ها به پایین پرت کرد.
یکی از مشخصات ظاهری این کوریا که تقریباً در تمامی منابع باستانی آمده نقاشی موسوم‌به «تابولا والریا» بر بیرونِ دیوارِ غربیِ این بناست که مانیوس والریوس ماکسیموس مسالا به‌پاس پیروزی‌اش بر هیرون دوم و کارتاژیان در ۲۶۳ ق.م. ترسیم کرد و پلینی می‌گوید که نخستین نقاشیِ این نوعی در روم بود.
در ۸۰ ق. م، این بنا در زمان دیکتاتوری لوکیوس کورنلیوس سولا، که تعداد سناتورها را از ۳۰۰ به ۶۰۰ تن افزایش داد، توسعه یافت. در ۵۲ ق.م. نیز در طول مراسم تدفین پوبلیوس کلودیوس پولکر آتش گرفت و ویران شد و سپس به‌دست فرزندان سولا بازسازی شد. با بنای فروم سزار به‌تمامی ویران و به‌جایش کوریا جولیا، که تاکنون پابرجاست، ساخته شد، بنایی که ژولیوس سزار ساختنش را آغازید و فرزندخوانده‌اش آگوستوس تکمیلش کرد.